# Bayawan
Bayawan City (in Tagalog Lungsod ng Bayawan und in Cebuano Dakbayan sa Bayawan) ist eine Component City in der Provinz Negros Oriental auf der Insel Negros auf den Philippinen. Sie hat 117.900 Einwohner (Zensus 1. August 2015), die in 28 Barangays lebten. Sie gehört zur 2. Einkommensklasse der Gemeinden auf den Philippinen. 83 % der Fläche werden als ländlich, 14,7 % als partiell urbanisiert und 2,3 % werden als urban bezeichnet. Den Titel einer Component City erhielt die Großstadt am 23. Dezember 2000. 
Sie liegt ca. 102 km nordwestlich von Dumaguete City, die Reisezeit beträgt ca. zweieinhalb Stunden mit dem Bus, mit dem Auto ca. zwei Stunden. Ihre Nachbargemeinden sind Santa Catalina im Süden, Basay im Westen, Tanjay City im Südosten, Bais City im Osten und Mabinay im Norden. Der schmale Küstenstreifen im Südwesten hat eine Länge von 15 km und liegt an der Sulusee. Im Nordwesten grenzt sie an Kabankalan City in der Provinz Negros Occidental. Die Fläche der Gemeinde von 699,08 km² entspricht ca. 13 % der gesamten Fläche der Provinz Negros Oriental. Die Topographie der Gemeinde wird als hügelig bis gebirgig beschrieben. 

## Barangays
| - Ali-is - Banaybanay - Banga - Villasol (Bato) - Boyco - Bugay - Cansumalig | - Dawis - Kalamtukan - Kalumboyan - Malabugas - Mandu-ao - Maninihon - Minaba | - Nangka - Narra - Pagatban - Poblacion - San Jose - San Miguel - San Roque | - Suba (Pob.) - Tabuan - Tayawan - Tinago (Pob.) - Ubos (Pob.) - Villareal - San Isidro |